# Carice van Houten
Carice Anouk van Houten (Leiderdorp, 1976. szeptember 5. –) Primetime Emmy-díjra jelölt holland színésznő, énekesnő. 
Paul Verhoeven 2006-os Fekete Könyv című háborús filmjéből ismerhette meg először a szélesebb közönség. Ezt olyan filmek követték, mint a Valkűr (2008), a Végrehajtók (2010), a Fekete halál (2010) és a Megtorlás (2016).
2012 és 2019 között a HBO Trónok harca című fantasysorozatában Melisandrét alakította. Vendégszereplőként 2019-ben Primetime Emmy-jelölést kapott.

## Fiatalkora és családja
Van Houten 1976. szeptember 5-én született Leiderdorpban, Hollandiában. Anyja, Margje Stasse, apja, Theodore van Houten (1952–2016) író, a szülei televíziós szakemberek voltak. Húga Jelka van Houten, aki szintén színésznő. Az apai nagyanyja skót származású.

## Filmográfia

### Film
| Év   | Magyar cím              | Eredeti cím                  | Szerep                              | Magyar hang       |
| ---- | ----------------------- | ---------------------------- | ----------------------------------- | ----------------- |
| 1997 |                         | 3 ronden (rövidfilm)         | Emily                               |                   |
| 1998 |                         | Ivoren wachters              | ismeretlen szerep                   |                   |
| 2001 |                         | Storm in Mijn Hoofd          | Babvirág / Titánia                  |                   |
| 2001 |                         | AmnesiA                      | Sandra                              |                   |
| 2001 | Minus                   | Minoes                       | Minus                               | Gubás Gabi        |
| 2001 | Minus                   | Minoes                       | Minus                               | Pap Katalin       |
| 2002 |                         | Het everzwijn (rövidfilm)    | Pandora                             |                   |
| 2003 |                         | De Passievrucht              | Monika                              |                   |
| 2005 |                         | Zwarte zwanen                | Marleen                             |                   |
| 2005 | Lepel                   | Lepel                        | Juffrouw Broer                      |                   |
| 2005 | Kelekótyák              | Knetter                      | Lis                                 | Pálfi Kata        |
| 2006 |                         | Ik Omhels Je Met 1000 Armen  | Samarinde                           |                   |
| 2006 | Fekete Könyv            | Zwartboek                    | Rachel Stein / Ellis de Vries       | Kerekes Andrea    |
| 2007 | Minden a szeretet       | Alles is Liefde              | Kiki Jollema                        |                   |
| 2008 | Dorothy                 | Dorothy Mills                | Jane Van Dopp                       |                   |
| 2008 | Valkűr                  | Valkyrie                     | Nina Schenk Gräfin von Stauffenberg | Schell Judit      |
| 2009 |                         | Komt een vrouw bij de dokter | Carmen                              |                   |
| 2009 |                         | From Time to Time            | Maria Oldknow                       |                   |
| 2010 | Végrehajtók             | Repo Men                     | Carol                               | Bánfalvi Eszter   |
| 2010 |                         | De gelukkige huisvrouw       | Lea                                 |                   |
| 2010 | Fekete halál            | Black Death                  | Langiva                             | Zsigmond Tamara   |
| 2011 | Betolakodók             | Intruders                    | Susanna                             |                   |
| 2011 |                         | Black Butterflies            | Ingrid Jonker                       |                   |
| 2012 | Jackie                  | Jackie                       | Sophie                              |                   |
| 2012 |                         | Alles is Familie             | Winnie de Roover                    |                   |
| 2013 | A WikiLeaks-botrány     | The Fifth Estate             | Birgitta Jónsdóttir                 | Nemes Takách Kata |
| 2016 | Race – A legendák ideje | Race                         | Leni Riefenstahl                    | Orosz Helga       |
| 2016 | Megtorlás               | Brimstone                    | Anna                                |                   |
| 2016 | A démon arca            | Incarnate                    | Lindsey                             | Szávai Viktória   |
| 2019 |                         | The Glass Room               | Hana                                |                   |
| 2019 | Dominó                  | Domino                       | Alex Boe                            | Für Anikó         |
| 2019 | Ösztön                  | Instinct                     | Nicoline                            |                   |
| 2020 | Elveszve Tokióban       | Lost Girls & Love Hotels     | Ines                                | Kereki Anna       |

### Televízió

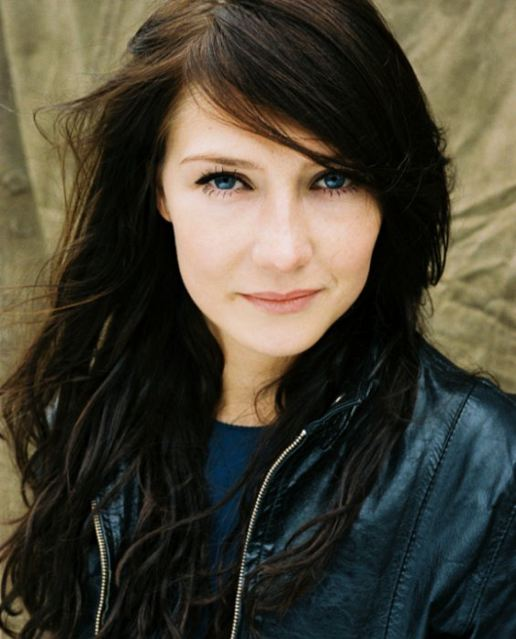
2008-ban

| Év        | Magyar cím       | Eredeti cím                      | Szerep                                    | Megjegyzés                               |
| --------- | ---------------- | -------------------------------- | ----------------------------------------- | ---------------------------------------- |
| 1997      | Labirintus       | Het Labyrint                     | Mariek                                    |                                          |
| 1999      |                  | Suzy Q                           | Suzy                                      | tévfilm                                  |
| 2000      |                  | Goede daden bij daglicht: Op weg | Carolina                                  | tévéfilm                                 |
| 2001      |                  | De acteurs                       | Ellie                                     |                                          |
| 2002      |                  | Luifel & Luifel                  | Roos                                      | 1 epizód                                 |
| 2004      |                  | Russen                           | José Machielsen                           | 1 epizód                                 |
| 2004      |                  | Kopspijkers                      | Georgina Verbaan                          | 1 epizód                                 |
| 2006      |                  | Koppensnellers                   | Georgina Verbaan                          | 1 epizód                                 |
| 2009      |                  | Gewoon Hans                      | önmaga                                    | tévéfilm                                 |
| 2010      |                  | In therapie                      | Aya                                       | 3 epizód                                 |
| 2012—2019 | Trónok harca     | Game of Thrones                  | Melisandre                                | - 29 epizód - magyar hangja: - Für Anikó |
| 2015      | A Simpson család | The Simpsons                     | Annika van Houten (hangja)                | 1 epizód                                 |
| 2016      | Robotcsirke      | Robot Chicken                    | Melisandre / Sharon / Medve mama (hangja) |                                          |
| 2019–2021 |                  | Temple                           | Anna Willems                              | 15 epizód                                |
| 2020–2021 |                  | Red Light                        | Sylvia Steenhuyzen                        | 15 epizód                                |
| 2022      |                  | Dangerous Liaisons               | Jacqueline de Montrachet                  | 7 epizód                                 |

## Diszkográfia
- Fekete Könyv (filmzene) (2004)
- See You on the Ice (2012)

## Díjak és jelölések
- Elnyert – Gouden Kalf, (Suzy Q, 1999)
- Elnyert – Gouden Kalf, legjobb színésznő (Minus, 2001)
- Elnyert – International Children's Film Festival, legjobb színésznő (Minus, 2001)
- Elnyert – Carrousel international du film de Rimouski, legjobb színésznő (Minus, 2001)
- Jelölés – Gouden Kalf, legjobb színésznő (Zwarte zwanen, 2005)
- Elnyert – Gouden Kalf, legjobb színésznő (Fekete Könyv, 2006)
- Jelölés – Chicago Film Critics Association Award, legjobb színésznő (Fekete Könyv, 2006)
- Jelölés – Európai Filmdíj, legjobb színésznő (Fekete Könyv, 2006)
- Jelölés – Deutscher Filmpreis, legjobb színésznő(Fekete Könyv, 2006)
- Jelölés – Szaturnusz-díj, legjobb színésznő (Fekete Könyv, 2006)
- Jelölés – Online Film Critics Society,  áttörést hozó előadás (Fekete Könyv, 2006)
- Elnyert – Rembrandt Award, legjobb színésznő (Alles is Liefde, 2007)
- Elnyert – Gouden Film (Komt een vrouw bij de dokter, 2009)
- Elnyert – Platina Film (Komt een vrouw bij de dokter, 2009)
- Elnyert – Rembrandt Award, legjobb színésznő (Komt een vrouw bij de dokter, 2009)
- Elnyert – Gouden Film (De gelukkige huisvrouw, 2010)
- Elnyert – Platina Film (De gelukkige huisvrouw, 2010)
- Elnyert – Gouden Kalf, legjobb színésznő (De gelukkige huisvrouw, 2010)
- Elnyert – Rembrandt Award, legjobb színésznő (De gelukkige huisvrouw, 2010)
- Jelölés – Fangoria Chainsaw Award, legjobb női mellékszereplő  (Black Death, 2010)
- Elnyert – Gouden Film (Black Butterflies, 2011)
- Elnyert – Gouden Kalf, legjobb színésznő (Black Butterflies, 2011)
- Elnyert – Rembrandt Award, legjobb színésznő (Black Butterflies, 2011)
- Elnyert – Tribeca Film Festival, legjobb színésznő (játékfilm) (Black Butterflies, 2011)
- Elnyert – Gouden Film (Jackie, 2012)
- Jelölés – Rembrandt Award, legjobb színésznő (Jackie, 2012)
- Elnyert – Rembrandt Award, legjobb színésznő (Alles is Familie, 2013)